# Brouwerij De Ranke
Brouwerij De Ranke is een Belgische brouwerij te Dottenijs in de provincie Henegouwen.

## Geschiedenis
De brouwerij werd door Nino Bacelle in 1996 gesticht als bierfirma onder de naam Brouwerij Nino Bacelle. Er werd oorspronkelijk maar één bier uitgebracht, Guldenberg, genoemd naar de voormalige Guldenbergabdij in Wevelgem, waar in het verleden ooit bier zou gebrouwen zijn. Er werd gebrouwen bij Brouwerij Deca te Woesten en in het eerste jaar werd er al 9000 liter Guldenberg gebrouwen. In het midden van de jaren negentig leerde Nino Guido Devos kennen en in 1996 besluiten ze samen een bvba te stichten en kreeg de brouwerij zijn huidige naam. Er werden daarna zeven bijkomende bieren gecreëerd.
In 2005 werd een volledig nieuwe brouwerij opgestart te Dottenijs. In 2007 werd er 1700 hl bier geproduceerd waarvan 60% geëxporteerd werd naar de Verenigde Staten, Japan, India, Nederland, Groot-Brittannië, Zweden, Finland, Denemarken, Noorwegen, Italië, Frankrijk en Oostenrijk.
In 2022 nam De Ranke Brouwerij Kerkom over.

## Bieren
- Cuvée De Ranke, mengbier, 7%
- Guldenberg, abdijbier, 8%
- Hop Harvest, blond, 5,5% in 2014, gebrouwen met verse hopbellen.
- Kriek De Ranke, kriekenbier, 7%
- Noir de Dottignies, bruin, 8%
- Père Noël, kerstbier, 7%
- Saison de Dottignies, Henegouwse Saison, 5,5%
- XX Bitter, blond, 6%
- XXX Bitter, blond, 6%
- Franc Belge, amber, 5,2%

## Voetnoten
1. ↑  West-Vlaamse brouwerij De Ranke gaat de bieren van brouwerij Kerkom brouwen en verdelen, VRT NWS, 31 augustus 2022

Cuvée De Ranke ·
Franc Belge ·
Guldenberg ·
Hop Harvest ·
Kriek De Ranke ·
Noir de Dottignies ·
Père Noël ·
Saison de Dottignies ·
XX Bitter